# Wings of Tomorrow
Wings of Tomorrow – drugi album grupy Europe. Został wydany 24 lutego 1984 roku. 

## Lista piosenek
1. "Stormwind" (Joey Tempest) – 4:31
2. "Scream of Anger" (Tempest, Marcel Jacob) – 4:06
3. "Open Your Heart" (Tempest) – 4:10
4. "Treated Bad Again" (Tempest) – 3:46
5. "Aphasia" [instrumental] (John Norum) – 2:32
6. "Wings of Tomorrow" (Tempest) – 3:59
7. "Wasted Time" (Tempest) – 4:10
8. "Lyin' Eyes" (Tempest) – 3:47
9. "Dreamer" (Tempest) – 4:28
10. "Dance the Night Away" (Tempest) – 3:35

## Twórcy
- Joey Tempest – śpiew, gitary akustyczne, keyboardy
- John Norum – gitary, śpiew w tle
- John Levén – gitara basowa
- Tony Reno – perkusja